# Les Femmes de l'ombre
Pour le livre, voir Rémi Kauffer#Publications.
Pour plus de détails, voir Fiche technique et Distribution.
Les Femmes de l'ombre est un film français réalisé par Jean-Paul Salomé, sorti en 2008.
Le film suit Louise Desfontaines qui après avoir été active dans la résistance française, est engagée par le SOE, un service secret britannique de renseignement et de sabotage, en tant qu'agent de la branche française. Sa mission est d'exfiltrer un agent britannique géologue capturé par les Allemands alors qu’il préparait le débarquement sur les plages normandes (les caissons « Phoenix »). Pour le libérer avant qu'il ne parle, Louise doit constituer dans l'urgence un commando de femmes. Elle choisit Suzy, danseuse de cabaret qui sait charmer les hommes, puis Gaëlle, chimiste, spécialiste en explosifs et enfin, Jeanne, prostituée, capable d’assassiner de sang froid.

## Synopsis
1944. Après la mort de son mari résistant et communiste, Louise s’enfuit à Londres. Elle y retrouve son frère, Pierre, qui la recrute pour le SOE, le service secret de Churchill. Leur mission : libérer un géologue anglais, retenu prisonnier dans un hôpital normand. Louise s’entoure de Suzy, danseuse au passé trouble, Gaëlle, jeune chimiste, et Jeanne, prostituée condamnée à mort. En Normandie, Maria, Juive italienne, rejoint le commando, qui parvient à sauver le géologue, alors que l’officier S.S. Heindrich tentait d’obtenir de lui des informations sur le débarquement. Les femmes pensent rentrer à Londres quand Pierre leur apprend leur nouvelle mission : éliminer Heindrich, à Paris. Pierre, puis Gaëlle, sont arrêtés et torturés par Heindrich. Gaëlle, affaiblie, trahit ses amies. Celles-ci organisent un attentat contre Heindrich dans une station de métro. Suzy, son ancienne fiancée, sert d’appât. L’opération échoue : Maria est tuée, et Louise arrêtée. Grâce au cyanure de Louise, Gaëlle se suicide. Voyant sa sœur torturée, Pierre parle, puis se tue, empêchant Heindrich de vérifier ses aveux. Jeanne et Suzy préparent un piège pour Heindrich, qui s’apprête à rejoindre Rommel pour l’informer des détails du débarquement. Suzy se laisse tuer par Heindrich. Délivrée par Jeanne, Louise abat Heindrich à la gare. Jeanne, qui faisait diversion, est arrêtée. Après la guerre, à Londres, Louise apprend que Jeanne est morte en camp de concentration.

## Fiche technique
Sauf indication contraire, les informations mentionnées dans cette section peuvent être confirmées par la base de données cinématographiques IMDb,  présente dans la section « Liens externes ».
- Titre original : Les Femmes de l'ombre
- Réalisation : Jean-Paul Salomé
- Scénario : Jean-Paul Salomé et Laurent Vachaud
- Musique : Bruno Coulais
- Décors : Françoise Dupertuis
- Costumes : Pierre-Jean Larroque
- Photographie : Pascal Ridao
- Son : Dean Humphreys, Laurent Poirier, Vincent Cosson
- Montage : Marie-Pierre Renaud
- Production : Éric Névé
- Sociétés de production[1] : présenté par La Chauves-Souris, en coproduction avec Restons Groupés Production, TF1 Films Production et TF1 International, avec la participation de Canal+ et CinéCinéma, en association avec Banque Populaire Images 7, Banque Populaire Images 8, Cofimage 18, Cofinova 4, Sofica Valor 7, Poste Image et le CNC, avec le soutien de la région Île-de-France
- Sociétés de distribution[2] : TFM Distribution (France) ; Cinéart (Belgique) ; TVA Films (Québec) ; Pathé Films AG (Suisse romande)
- Budget : 17 123 930 €[3]
- Pays de production :  France
- Langues originales : français, allemand, anglais
- Format[4] : couleur - 35 mm - 1,85:1 (Panavision) - son DTS | Dolby Digital
- Genre : drame, guerre, espionnage
- Durée : 118 minutes[2]
- Dates de sortie[5] :
  - France, Belgique, Suisse romande : 5 mars 2008[6],[7]
  - Québec : 16 janvier 2009[8]
- Classification[9] :
  - France : tous publics avec avertissement[10]
  - Belgique : tous publics (Alle Leeftijden)[6]
  - Suisse romande : interdit aux moins de 14 ans[11]
  - Québec : 13 ans et plus (violence) (13+ / 13 years and over)[8]

## Distribution
- Sophie Marceau : Louise Desfontaines
- Julie Depardieu : Jeanne Faussier
- Marie Gillain : Suzy Desprez
- Déborah François : Gaëlle Lemenech
- Moritz Bleibtreu : le colonel Karl Heindrich
- Volker Bruch : lieutenant Becker, l'officier second d'Heindrich
- Maya Sansa : Maria Luzzato, la résistante juive italienne
- Julien Boisselier : Pierre Desfontaines, le frère de Louise
- Vincent Rottiers : Eddy, le jeune collabo
- Wolfgang Pissors : le médecin allemand du train
- Robin Renucci : Melchior
- Xavier Beauvois : Claude Granville, le mari de Louise
- Colin David Reese : Maurice Buckmaster
- Jurgen Mash : Maréchal Gerd von Rundstedt
- Conrad Cecil : Le géologue anglais
- Alexandre Jazede : René Bourienne
- David Capelle : Bernard Quesnot
- Chantal Garrigues : Mme Duchemin
- James Gerard : Officier anglais 1
- Edward Hamilton-Clark : Officier anglais 2
- Marc Bertolini : Moustachu train
- Rainer Sievert : Lieutenant hôpital Normandie
- Ashley Wanninger : Soldat radio cour hôpital
- Natasha Cashman : Secrétaire Buckmaster
- Stanislas Kemper : Pilote Jeanne RAF
- Simon Boyle : Dispatcher
- Olivier De Wispelaere : Feld gendarme St Lazare
- Johannes Oliver Hamm : Major SS train
- David Van Severen : Caporal Pioche
- Sarah Tullamore : Nurse hôpital anglais
- Philippe Soutan :  Poinçonneur Baratier
- Yves Heck : Conducteur métro
- Stéphane Foenkinos : Contrôleur train
- Christophe Grofer : Sentinelle G2
- Stefan Kollmuss : Officier Wehrmacht St Germain
- Fabian Arning : Soldat Pierre
- Olivier Héraud ou Olivier Beraud-Bedouin : Le milicien
- Alex Lutz : Soldat fourgon
- Jean-Oliver Schroeder : Garde entrée hôpital
- Serge Onteniente : Concierge hôtel Regina
- Antoine Salome : Groom Regina
- Andrew Wilson : Prêtre catholique aérodrome
- Ida Techer : La surveillance couloir

## Production

### Éléments de réalité historique
D'après le réalisateur et coscénariste Jean-Paul Salomé, la source d'inspiration utilisée pour construire le scénario de ce film a été l'engagement dans la résistance, au côté de son frère Claude, de Lise de Baissac. Celle-ci, née à l'île Maurice et de nationalité britannique, était partie à Londres rejoindre son frère engagé au SOE. Comme le précise Jean-Paul Salomé, « le film n'est en aucun cas leur biographie ». On peut estimer que le film est davantage fidèle au caractère de Lise de Baissac — réputée pour son sang-froid, sa prudence et son esprit de décision — qu'aux détails concrets de son engagement, qui incluait le sabotage et le renseignement, mais peu vraisemblablement des assassinats.
Les photographies des dossiers que le colonel Heinrich compulse, avant de trouver celui de Louise Desfontaines, sont celles de Marie-Madeleine Fourcade, par deux fois,.

### Lieux de tournage
La scène d'ouverture a été tournée au dépôt de l'AJECTA à Longueville, en Seine-et-Marne.
La scène de la station de métro Concorde a été tournée à la station Porte des Lilas-Cinéma, dédiée aujourd'hui aux tournages de films. Deux rames Sprague-Thomson furent utilisées pour ce tournage. Les scènes extérieures sont en revanche tournées place de la Concorde.
Des scènes sont également tournées rue de Rivoli et à l’hôtel Régina.
De nombreuses scènes ont également été tournées au château de Fontainebleau.
D'autres ont été tournées à la maison d'éducation de la Légion d'honneur de Saint-Denis[réf. nécessaire].
La scène où l'on voit le colonel Heindrich arriver en voiture dans la cour intérieure du château de Saint-Germain-en-Laye a bien été tournée sur place. Les tournages dans les gares se sont déroulés à la gare d'Austerlitz en deux fois.

## Accueil

### Box-office
| Film                  | Box-Office France | Box-Office Europe | Box-Office Etranger | Total             |
| Les Femmes de l'ombre | 841 928 entrées   | 1 028 627 entrées | 1 013 185 entrées   | 1 855 113 entrées |

- Le film a connu du succès en Chine, avec 820 000 entrées dans les salles chinoises[17].

## Distinctions
En 2009, Les Femmes de l'ombre a été sélectionné 2 fois dans diverses catégories et n'a remporté aucune récompense,.

### Nominations
- César 2009 : Meilleurs costumes pour Pierre-Jean Larroque.

### Sélections
- Festival du Film Francophone de Grèce 2009 : Films en compétition.